# Tepuihyla rodriguezi
Tepuihyla rodriguezi és una espècie de granota arborícola de la família dels hílids. Viu a altituds d'entre 366 i 2.440 msnm a l'est de Veneçuela i l'oest de Guyana. Els seus hàbitats naturals són les sabanes i les vores dels boscos situats al límit entre les planes i els montans. Es desconeix si hi ha cap amenaça significativa per a la supervivència d'aquesta espècie. Fou anomenada en honor del carcinòleg veneçolà Gilberto Domingo Rodríguez Ramírez.